# Ruth Bader Ginsburg
Ruth Bader Ginsburg ([ˈbeɪdər ˈɡɪnzbɜːrɡ]; nascida Joan Ruth Bader e também conhecida como RBG; Nova Iorque, 15 de março de 1933 – Washington, D.C., 18 de setembro de 2020) foi uma advogada e juíza norte-americana que serviu como juíza associada da Suprema Corte dos Estados Unidos de 1993 até sua morte. Foi indicada para o cargo pelo presidente Bill Clinton e empossada em 10 de agosto de 1993. Depois de Sandra Day O'Connor, foi a segunda mulher a ser confirmada pelo Senado para a Suprema Corte. Após a aposentadoria de O'Connor em 2006, e antes de a juíza Sonia Sotomayor se juntar ao tribunal em 2009, era a única mulher a atuar como juíza associada.  Durante este período, tornou-se mais contundente em suas opiniões dissidentes. Era geralmente vista como pertencente à ala liberal da Corte.
Ginsburg nasceu no Brooklyn, sendo filha de imigrantes judeus russos. Quando bebê, sua irmã mais velha morreu e, pouco antes de se formar no ensino médio, sua mãe também morreu. Concluiu seus estudos iniciais na Universidade Cornell e tornou-se esposa e mãe antes de começar a estudar na Universidade Harvard, onde era uma das poucas mulheres de sua turma. Transferiu-se para a Universidade Columbia, graduando-se em Direito em 1959.
Depois da Faculdade de Direito, Ginsburg voltou-se à academia. Foi professora da Faculdade de Direito da Universidade Rutgers e da Faculdade de Direito de Colúmbia, ensinando processo civil; era uma das poucas mulheres que trabalhavam neste campo. Ginsburg gastou uma parte considerável de sua carreira jurídica defendendo o avanço da igualdade de gênero e dos direitos da mulher, colecionando múltiplas vitórias diante da Suprema Corte. Advogou voluntariamente para a União Americana pelas Liberdades Civis e integrou seu conselho de administração e um dos seus conselhos gerais na década de 1970. Em 1980, o Presidente Jimmy Carter indicou-a para a Corte de Apelações dos Estados Unidos para o Circuito do Distrito de Colúmbia, onde permaneceu até sua ascensão para a Suprema Corte.
Após 40 anos atuando na carreira judicial, veio a falecer aos 87 anos na sua residência em Washington, D.C., decorrente de complicações de câncer de pâncreas metastático.

## Primeiros anos e educação

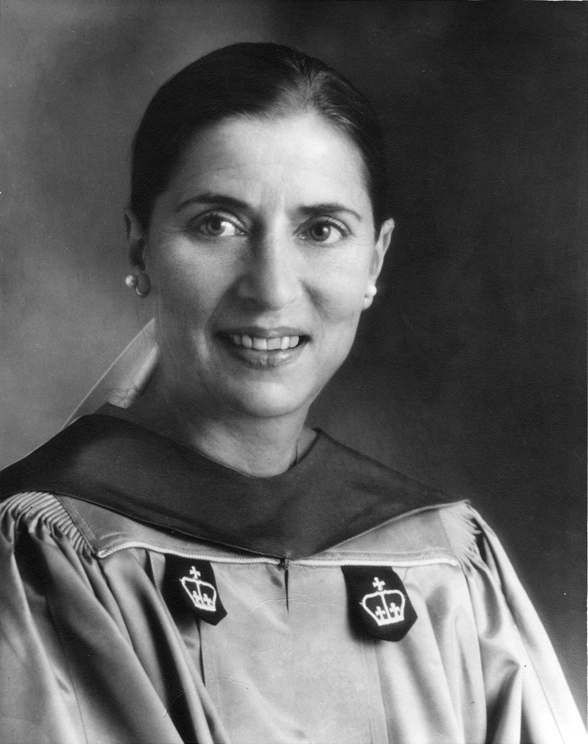
Ginsburg enquanto estudante da Universidade Columbia, em 1959

Joan Ruth Bader nasceu no Brooklyn, em Nova Iorque, sendo a segunda filha de Nathan Bader e Celia Amster, que viviam no bairro de Flatbush. Nathan era um imigrante judeu de Odesa, atual Ucrânia e, na época, Império Russo, e Celia era natural de Nova Iorque, sendo filha de imigrantes judeus da Áustria. A filha mais velha dos Bader, Marylin, morreu de meningite aos seis anos da idade, quando Ruth tinha catorze meses. A família chamava Joan Ruth de "Kiki", um apelido que Marylin lhe dera por ser "uma bebê chorona". Quando "Kiki" começou a estudar, Celia descobriu que a turma de sua filha tinha várias outras meninas chamadas Joan e então, para evitar confusão, sugeriu que a professora chamasse-a de "Ruth". Embora não devota, a família Bader pertencia ao Centro Judaico do Leste de Midwood, uma sinagoga conservadora, onde Ruth aprendeu os princípios da fé judaica e ganhou familiaridade com a língua hebraica.
Celia teve um papel ativo na educação de sua filha, levando-a para bibliotecas muitas vezes. Celia havia sido uma boa aluna em sua juventude, concluindo o colegial aos quinze anos, mas não pôde continuar seus estudos pois sua família preferiu enviar seu irmão para a faculdade. Celia queria que sua filha recebesse maior escolaridade, tendo pensado que Ruth poderia se tornar professora de história do ensino médio. Ruth estudou na Escola de Ensino Médio James Madison e, durante seu ensino médio, viu sua mãe lutar contra o câncer, morrendo na véspera da formatura de sua filha.
Bader estudou na Universidade Cornell em Ithaca, Nova Iorque, onde integrou a fraternidade Alpha Epsilon Phi. Enquanto estava em Cornell, Bader, aos dezessete anos, conheceu Martin D. Ginsburg. Em 23 de junho de 1954, graduou-se em Cornell com um diploma de Bacharelado em Artes em governo. Bader era membro da fraternidade Phi Beta Kappa e a mulher com as maiores notas de sua turma de formandos. Casou-se com Ginsburg um mês depois de se formar em Cornell, acompanhando-o para Fort Sill, Oklahoma, onde ele foi empregado como oficial do Corpo de Treinamento de Oficiais da Reserva (ROTC) na Reserva do Exército após sua convocação para o serviço ativo. Aos vinte e um anos, Ginsburg trabalhou para o escritório da Administração de Segurança Social em Oklahoma, onde foi rebaixada depois de engravidar de sua primeira filha, nascida em 1955.
No outono de 1956, Ginsburg matriculou-se na Faculdade de Direito de Harvard, onde era uma das nove mulheres em uma classe de cerca de quinhentos homens. O reitor de Harvard supostamente perguntou às alunas de direito, incluindo Ginsburg: "Como você justifica tomar uma vaga de um homem qualificado?" Quando o marido foi contratado para um emprego em Nova Iorque, Ginsburg transferiu-se para a Faculdade de Direito de Columbia e tornou-se a primeira mulher a participar de duas importantes revistas de direito: a Harvard Law Review e a Columbia Law Review. Em 1959, Ginsburg recebeu seu Bacharelado em Direito de Columbia, concluindo o curso como uma das melhores alunas da turma.

## Início da carreira
No início de sua carreira jurídica, Ginsburg encontrou dificuldades para encontrar emprego. Em 1960, o associado de Justiça da Suprema Corte Felix Frankfurter a rejeitou para um cargo de assistente por conta de seu gênero, apesar de uma forte recomendação de Albert Martin Sacks, que foi professor e reitor da Faculdade de Direito de Harvard. O professor de Direito de Colúmbia Gerald Gunther também pressionou o juiz Edmund L. Palmieri, do Tribunal Distrital dos Estados Unidos para o Distrito do Sul de Nova Iorque, ameaçando nunca mais recomendar a Palmieri outro estudante de Colúmbia se ele não desse a Ginsburg a oportunidade, garantindo ao juiz que ela seria substituída como assistente se não obtivesse sucesso. Mais tarde naquele ano, Ginsburg iniciou seu estágio com o juiz Palmieri, permanecendo nesta função por dois anos.

### Academia
De 1961 a 1963, Ginsburg foi pesquisadora associada e depois diretora associada do Projeto da Faculdade de Direito da Colúmbia sobre Procedimentos Internacionais; ela aprendeu sueco para ser co-autora de um livro com Anders Bruzelius sobre processo civil na Suécia. Ginsburg realizou uma extensa pesquisa para seu livro na Universidade de Lund, na Suécia. O período em que permaneceu no país europeu também a influenciou em seu pensamento sobre igualdade de gênero. Ginsburg se inspirou quando observou as mudanças na Suécia, onde as mulheres representavam de 20 a 25 por cento do total de estudantes de direito; um juiz acompanhou Ginsburg em sua pesquisa enquanto estava grávida de oito meses e ainda trabalhando.
O primeiro cargo de Ginsburg como professora foi na Escola de Direito da Rutgers em 1963. A nomeação não ocorreu sem suas desvantagens; Ginsburg foi informada de que receberia menos do que seus colegas do sexo masculino pois tinha um marido com um emprego bem remunerado. Na época em que entrou na academia, Ginsburg era uma das menos de vinte professoras de direito nos Estados Unidos. Ela foi professora de direito, principalmente em processo civil, na Rutgers de 1963 a 1972, recebendo a titularidade na faculdade em 1969.
Em 1970, Ginsburg cofundou o Women's Rights Law Reporter, o primeiro periódico de direito nos EUA a focar exclusivamente nos direitos das mulheres. De 1972 a 1980, lecionou na Colúmbia, onde se tornou a primeira mulher titular e foi coautora do primeiro livro de estudos sobre discriminação sexual. Ela também passou um ano como membro do Centro de Estudos Avançados em Ciências Comportamentais da Universidade de Stanford, de 1977 a 1978.

### Litigação e advocacia

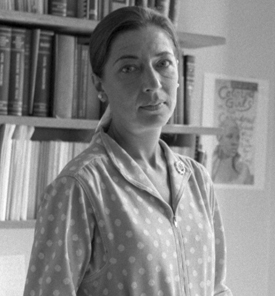
Ginsburg em 1977

Em 1972, Ginsburg co-fundou o Projeto dos Direitos das Mulheres na União Americana pelas Liberdades Civis (ACLU) e, em 1973, tornou-se conselheira geral da ACLU. O Projeto dos Direitos das Mulheres e outros relacionados da ACLU participaram em mais de trezentos casos de discriminação de gênero em 1974. Como diretora, arguiu em seis deles perante a Suprema Corte entre 1973 e 1976, ganhando cinco. Ao invés de pedir ao tribunal para acabar com toda a discriminação de gênero de uma só vez, Ginsburg traçou um curso estratégico, visando leis discriminatórias específicas e construindo cada vitória sucessiva. Ela escolheu atentamente os queixosos, às vezes homens para demonstrar que a discriminação de gênero era prejudicial tanto para homens quanto para mulheres.
As leis visadas por Ginsburg incluíam aquelas que superficialmente pareciam benéficas para as mulheres, mas na verdade reforçavam a noção de que precisavam depender dos homens. Sua defesa estratégica estendeu-se à escolha de palavras, favorecendo o uso de "gênero" em vez de "sexo" depois que sua secretária sugeriu que a palavra serviria como uma distração para os juízes. Ela adquiriu a reputação de defensora oral capaz e seu trabalho levou diretamente ao fim da discriminação de gênero em muitas áreas da legislação.
Ginsburg se ofereceu para escrever o sumário do caso Reed contra Reed, de 1971, no qual a Suprema Corte estendeu as proteções da Cláusula de Proteção Igualitária da Décima Quarta Emenda às mulheres. Ela arguiu e venceu o caso Frontiero contra Richardson, de 1973, que contestou uma lei que tornava mais difícil para uma funcionária reivindicar um aumento no auxílio a moradia para seu marido do que para uma pessoa do sexo masculino que buscava receber o mesmo auxílio para sua mulher. Ginsburg argumentou que a lei tratava as mulheres como inferiores, e a Suprema Corte decidiu por 8 a 1 a seu favor. O tribunal novamente decidiu em seu favor no caso Weinberger contra Wiesenfeld, de 1975, onde Ginsburg representou um viúvo que teve negado o recebimento de benefícios pelo governo, que ao mesmo tempo permitia que as viúvas recebessem benefícios especiais enquanto cuidavam de filhos menores. Ela argumentou que a lei discriminava os viúvos de trabalhadoras negando-lhes a mesma proteção que suas contrapartes femininas.
Ainda na Suprema Corte, Ginsburg se ofereceu como amiga da corte e atuou como advogada na argumentação oral do caso Craig v. Boren, de 1976, que contestou uma lei de Oklahoma que estabelecia diferentes idades mínimas entre homens e mulheres para o consumo de álcool. Pela primeira vez, o tribunal impôs o que é conhecido como escrutínio intermediário sobre as leis que discriminam com base no gênero, um padrão elevado de revisão constitucional. Seu último caso como advogada perante a Suprema Corte foi no Duren contra Missouri, de 1978, que contestou a validade do dever de júri voluntário para mulheres, com base no fato de que a participação no dever de júri era um serviço governamental vital ao cidadão e, portanto, não deveria ser opcional para as mulheres. No final da discussão oral de Ginsburg, o juiz associado William Rehnquist, mais tarde seu colega na Suprema Corte, a perguntou: "Você não vai se contentar em colocar Susan B. Anthony no novo dólar, então?" Ginsburg afirmou que considerou responder: "Não vamos nos contentar com símbolos", mas optou por não responder à pergunta.
Estudiosos do direito e defensores creditam ao conjunto da obra de Ginsburg como responsável por significativos avanços legais para as mulheres sob a Cláusula de Proteção Igualitária. Em conjunto, suas vitórias legais desencorajaram as legislaturas a tratar as mulheres e os homens de forma diferente sob a lei. Ela continuou a trabalhar no Projeto de Direitos das Mulheres da ACLU até sua nomeação para o judiciário federal em 1980. Mais tarde, o colega Antonin Scalia elogiou suas habilidades como advogada, dizendo: "ela se tornou a líder (e muito bem sucedida) litigante em nome dos direitos das mulheres—o Thurgood Marshall dessa causa, por assim dizer".

## Carreira judicial

### Tribunal de Apelações

Ginsburg e o presidente Jimmy Carter, em 1980

Ginsburg foi nomeada pelo presidente Jimmy Carter em 14 de abril de 1980 como juíza da Corte de Apelações dos Estados Unidos para o Circuito do Distrito de Colúmbia, no lugar desocupado pelo juiz Harold Leventhal, recentemente falecido. Foi confirmada pelo Senado dos Estados Unidos em 18 de junho de 1980 e recebeu sua comissão no mesmo dia. Seu mandato terminou em 9 de agosto de 1993 devido a sua elevação à Suprema Corte dos Estados Unidos. Durante seu período no tribunal, Ginsburg frequentemente encontrou consenso com seus colegas, incluindo os conservadores Robert H. Bork e Scalia. Também ganhou a reputação de "jurista cautelosa" e moderada.

### Suprema Corte

#### Nomeação e confirmação

Ginsburg aceitando oficialmente a nomeação para a Suprema Corte, ao lado do presidente Bill Clinton, em 14 de junho de 1993

O presidente Bill Clinton nomeou Ginsburg para o cargo de Juíza Associada da Suprema Corte em 14 de junho de 1993, no lugar vago pela aposentadoria do juiz Byron White. Ginsburg foi recomendada a Clinton pela Procuradora-Geral Janet Reno após uma sugestão do Senador Orrin Hatch, um republicano de Utah. Na época de sua indicação, Ginsburg era vista como moderada. Clinton teria procurado aumentar a diversidade da corte, o que Ginsburg fez como a primeira juíza de origem judaica desde a renúncia do juiz Abe Fortas em 1969 e como apenas a segunda mulher indicada. O Comitê Permanente da Associação dos Advogados Americanos sobre o Judiciário Federal classificou Ginsburg como "bem qualificada", a classificação mais alta possível para uma indicação ao judiciário.
Durante seu subsequente depoimento perante a Comissão do Senado sobre o Judiciário como parte das audiências de confirmação, Ginsburg se recusou a responder perguntas sobre sua opinião em relação a constitucionalidade de algumas questões, como a pena de morte, pois era um assunto que ela teria que votar caso fosse avaliado pelo tribunal. Ao mesmo tempo, respondeu perguntas sobre algumas questões potencialmente controversas. Por exemplo, afirmou sua crença em um direito constitucional à privacidade e explicou em certa medida sua filosofia e pensamentos pessoais em relação à igualdade de gênero. Ginsburg foi mais direta ao discutir seus pontos de vista sobre tópicos sobre os quais havia escrito anteriormente.
O Senado dos Estados Unidos confirmou Ginsburg por 96 votos a 3 em 3 de agosto de 1993, recebendo sua comissão em 5 de agosto de 1993 e prestando juramento judicial em 10 de agosto de 1993. Posteriormente, seu nome foi invocado durante o processo de confirmação de John Roberts. A própria Ginsburg não foi a primeira nomeada a evitar responder a certas questões específicas perante o Congresso e, como um jovem advogado em 1981, Roberts havia aconselhado os nomeados da Suprema Corte a não darem respostas específicas. Em um discurso em setembro de 2005 na Universidade Wake Forest, Ginsburg disse que a recusa de Roberts em responder perguntas durante suas audiências de confirmação no Senado em alguns casos foi "inquestionavelmente correta".

#### Jurisprudência
Ginsburg caracterizou sua atuação na corte como uma abordagem cautelosa para a adjudicação. Pouco antes de sua indicação, afirmou: "as resoluções seguras parecem-me corretas, principalmente, para o julgamento constitucional e do direito comum. Membros doutrinários muito rapidamente moldados, a experiência nos ensina, podem se mostrar instáveis". O estudioso Cass Sunstein caracterizou Ginsburg como uma "minimalista racional", uma jurista que procura construir com cautela no precedente em vez de empurrar a Constituição para sua própria visão.
A aposentadoria da juíza Sandra Day O'Connor em 2006 fez de Ginsburg a única juíza mulher da corte. Linda Greenhouse, do The New York Times, referiu-se ao período subsequente de 2006 a 2007 como "a época em que a juíza Ruth Bader Ginsburg encontrou sua voz e a usou". O período também marcou a primeira vez na história de Ginsburg na corte em que proferiu várias opiniões dissidentes, uma tática empregada para sinalizar um desacordo mais intenso com a maioria.
Com a aposentadoria do juiz John Paul Stevens em 2010, Ginsburg se tornou a membro sênior do que às vezes era chamada de "ala liberal" do tribunal. Quando o tribunal dividiu-se por 5 a 4 ao longo de linhas ideológicas e os juízes liberais estavam em minoria, Ginsburg tinha autoridade para atribuir a autoria da opinião divergente. Ginsburg defendeu os dissidentes liberais falando "com uma só voz" e, quando possível, apresentando uma abordagem unificada à qual todos os juízes dissidentes poderiam concordar.

##### Aborto

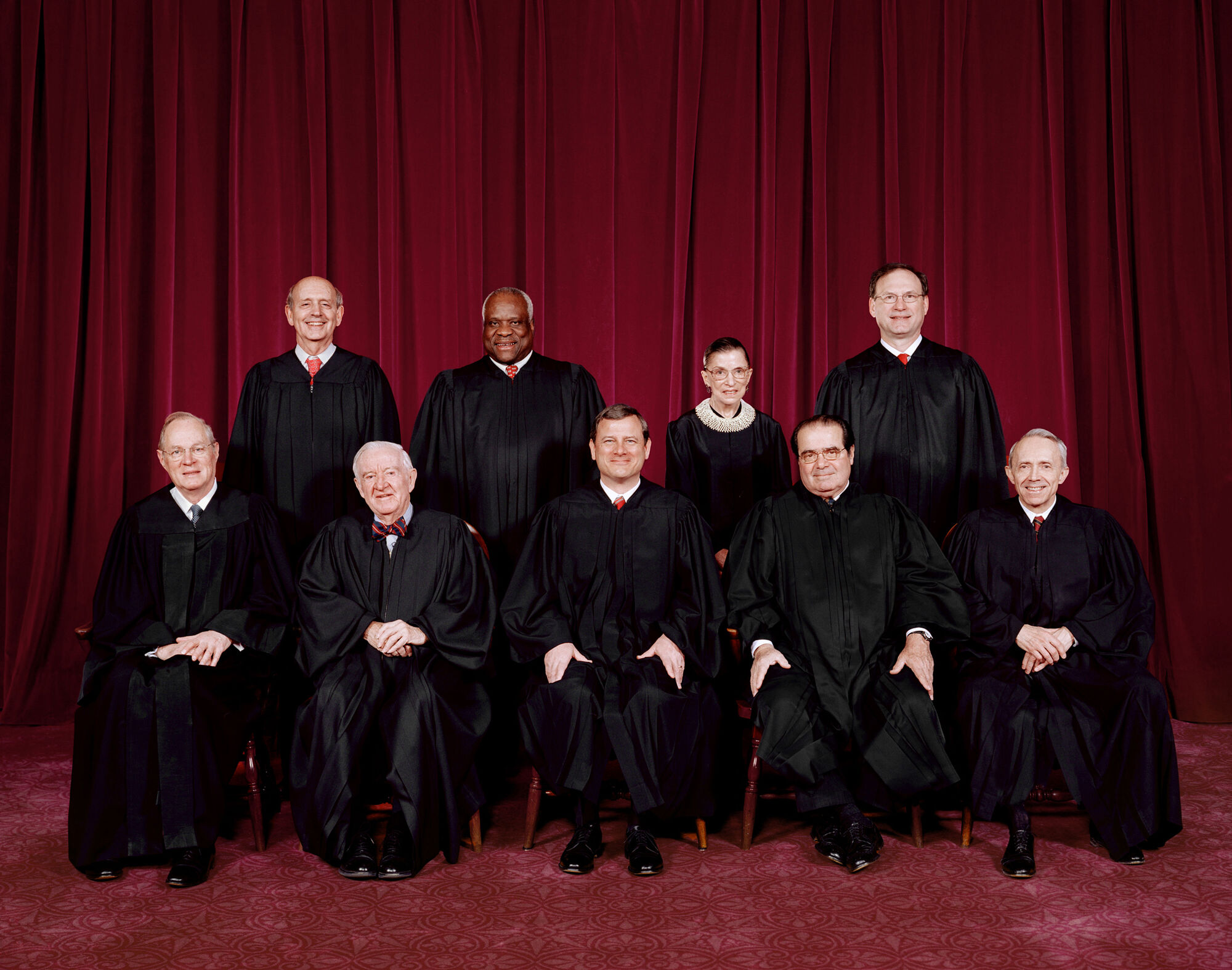
Ginsburg, a então única juíza associada, ao lado de seus colegas da Suprema Corte, em março de 2006

Ginsburg discutiu seus pontos de vista sobre o direito ao aborto e a igualdade sexual em uma entrevista ao The New York Times em 2009, na qual afirmou em relação ao aborto que "a coisa básica é que o governo não tem nada que intervir fazendo essa escolha para uma mulher". Embora tenha consistentemente apoiado o direito ao aborto e aderido à opinião do tribunal, derrubando uma lei de Nebraska que impedia a realização do aborto em algumas situações no caso Stenberg contra Carhart, de 2000, Ginsburg criticou, em seu quadragésimo aniversário, a decisão Roe contra Wade por encerrar um movimento democrático nascente para liberalizar as leis do aborto, o que poderia ter construído um consenso mais duradouro em apoio ao direito ao aborto.
Ginsburg foi minoria no caso Gonzales v. Carhart, de 2007, em uma decisão de 5 a 4 que manteve restrições ao aborto por nascimento parcial. Em sua dissensão, Ginsburg se opôs à decisão da maioria de diferir as conclusões legislativas de que o procedimento não era seguro para as mulheres. Ginsburg concentrou sua ira na forma como o Congresso chegou às suas descobertas e com a veracidade das mesmas. Juntou-se à maioria no caso Whole Woman's Health v. Hellerstedt, de 2016, uma decisão que derrubou partes de uma lei de 2013 que regulava os prestadores de aborto, e também foi a autora de uma opinião concomitante que foi ainda mais crítica da legislação. Ela afirmou que a legislação não visava proteger a saúde das mulheres, como o Texas alegava, mas sim impedir o acesso das mulheres aos abortos.

##### Discriminação de gênero

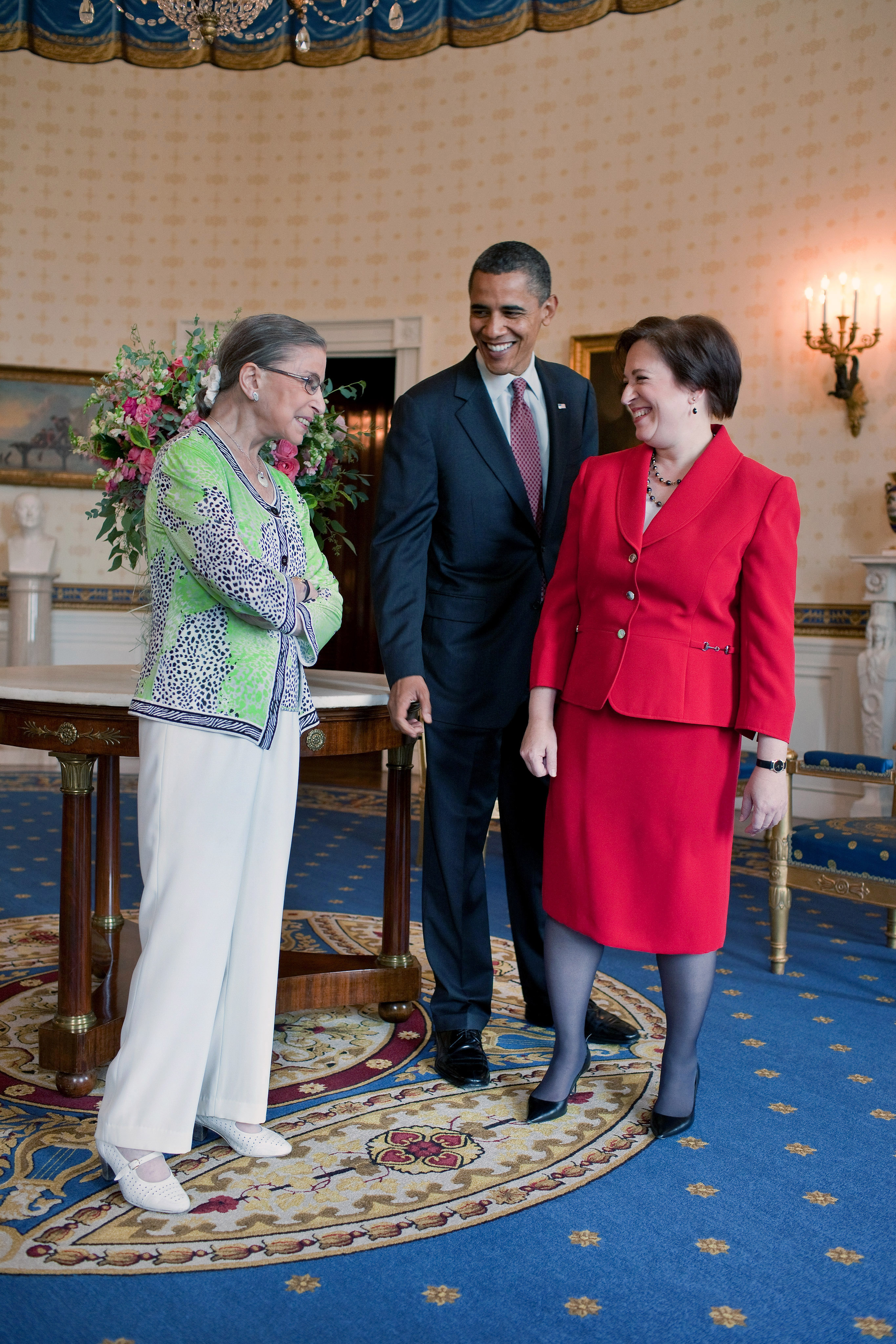
Ginsburg, o presidente Barack Obama e a magistrada Elena Kagan, em 2010

Ginsburg foi a autora da opinião do tribunal no caso Estados Unidos contra Virgínia, de 1996, que derrubou a política de admissão do Instituto Militar da Virgínia (VMI), que aceitava apenas homens, por violar a Cláusula de Proteção Igualitária da Décima Quarta Emenda. VMI era uma instituição de prestígio, estatal, inspiradas nos militares, que não admitia mulheres. Para Ginsburg, um ator estatal como o VMI não podia usar o gênero para negar às mulheres a oportunidade de frequentar a instituição com seus métodos educacionais únicos. Ginsburg enfatizou que o governo deve mostrar uma "justificativa extremamente persuasiva" para usar uma classificação baseada em sexo.
Ginsburg discordou da decisão do tribunal no caso Ledbetter v. Goodyear, de 2007, em que a autora Lilly Ledbetter moveu uma ação contra seu empregador alegando discriminação salarial baseada em seu gênero, se baseando em um artigo da Lei dos Direitos Civis de 1964. Em uma decisão de 5 a 4, a maioria interpretou o estatuto da prescrição como começando a ocorrer na época de cada período de pagamento, mesmo que uma mulher não soubesse que estava sendo paga a menos do que seu colega até posteriormente. Ginsburg achou o resultado absurdo, ressaltando que as mulheres muitas vezes não sabiam que estavam recebendo menos e, portanto, era injusto esperar que elas agissem no momento de cada contracheque. Também chamou a atenção para a relutância que as mulheres podem ter em campos dominados por homens de criar movimentos ao apresentar ações judiciais por pequenas quantias, preferindo esperar até que a disparidade se acumule. Como parte de sua opinião dissente, Ginsburg pediu ao Congresso que alterasse a legislação. Após a eleição do presidente Barack Obama em 2008, o Ato do Pagamento Justo Lilly Ledbetter tornou mais fácil para os funcionários obterem reivindicações por discriminação salarial. Ginsburg foi creditada por ajudar a inspirar a lei.

##### Busca e apreensão
Embora Ginsburg não tenha sido a autora da opinião da maioria, foi creditada por influenciar seus colegas no caso Safford Unified School District v. Redding, de 2009. O tribunal decidiu que uma escola foi longe demais ao ordenar que uma aluna de 13 anos tirasse o sutiã e a calcinha para que as funcionárias pudessem procurar drogas. Em uma entrevista publicada antes da decisão do tribunal, Ginsburg compartilhou sua opinião de que alguns de seus colegas não apreciaram completamente o efeito de uma busca em uma garota de 13 anos de idade. Como apontou, "eles nunca foram uma menina de 13 anos de idade". Em uma decisão de 8 a 1, o tribunal concordou que a busca da escola foi longe demais e violou a Quarta Emenda, permitindo que o processo da estudante contra a escola fosse adiante. Apenas Ginsburg e Stevens concordaram em permitir que a estudante também processasse individualmente os funcionários da escola.
No caso Herring v. Estados Unidos, de 2009, Ginsburg discordou da decisão do tribunal de não anular provas devido à falha de um policial em atualizar um sistema de computador. Em contraste com a ênfase de Roberts na anulação como um meio de deter a má conduta policial, Ginsburg adotou uma visão mais robusta sobre o uso da anulação para remediar uma violação aos direitos da Quarta Emenda do réu. Ginsburg via a anulação como uma maneira de evitar que o governo lucrasse com os erros e, portanto, como um remédio para preservar a integridade judicial e respeitar os direitos civis.:308 Também rejeitou a afirmação de Roberts de que a anulação não deteria erros, argumentando que fazendo a polícia pagar um alto preço por erros os encorajaria a tomar mais cuidado.:309

##### Direito internacional

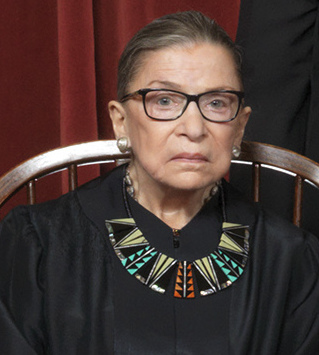
Ginsburg em junho de 2017

Ginsburg também defendeu o uso de leis e normas estrangeiras para moldar a lei dos EUA nas opiniões judiciais; tal visão não era compartilhada por alguns de seus colegas conservadores. Ginsburg apoiou o uso de interpretações estrangeiras da lei para o valor persuasivo e a sabedoria possível, não como um precedente que o tribunal era obrigado a seguir. Expressou a opinião de que olhar para o direito internacional estava bem arraigado na tradição do direito norte-americano, contando John Henry Wigmore e o presidente John Adams como internacionalistas. Sua própria confiança no direito internacional remonta ao seu tempo como advogada; durante seu primeiro argumento perante a corte, no caso Reed contra Reed, de 1971, citou dois casos alemães. Em sua opinião concomitante no caso Grutter contra Bollinger, de 2013, uma decisão que sustenta a política de admissão de ação afirmativa da Faculdade de Direito de Michigan, observou que havia um acordo entre a noção de que as políticas de admissão de ações afirmativas teriam um ponto final e concordaria com os tratados internacionais destinados a combater a discriminação racial e baseada em gênero.

#### Longevidade na corte
Quando John Paul Stevens se aposentou em 2010, Ginsburg tornou-se a juíza mais antiga da Suprema Corte aos 77 anos. Apesar dos rumores de que iria se aposentar por causa da idade avançada, problemas de saúde e a morte do marido, negou que estava planejando renunciar. Em uma entrevista em agosto de 2010, afirmou que seu trabalho na corte estava a ajudando a lidar com a morte de seu marido. Também expressou o desejo de seguir o exemplo do juiz Louis Brandeis, que serviu durante 23 anos, uma marca que alcançou em abril de 2016. Posteriormente, expressou sua vontade de seguir o exemplo de seu ex-colega John Paul Stevens, que se aposentou aos 90 anos depois de servir durante quase 35 anos na corte.
Durante o governo Obama, alguns advogados e ativistas progressistas pediram que Ginsburg se aposentasse para que o presidente fosse capaz de nomear um sucessor com ideias semelhantes, particularmente enquanto o Partido Democrata detinha o controle do Senado dos EUA. Eles apontaram para a idade de Ginsburg e problemas de saúde anteriores como fatores que tornam sua longevidade incerta. Ginsburg rejeitou esses pedidos e reafirmou seu desejo de permanecer como juíza enquanto fosse mentalmente capaz de desempenhar suas funções. Além disso, opinou que o clima político impediria Obama de nomear um jurista como ela.

### Outras atividades
A seu pedido, Ginsburg administrou o juramento de posse do vice-presidente Al Gore a um segundo mandato durante a segunda posse presidencial de Bill Clinton em 20 de janeiro de 1997. Acredita-se que Ginsburg seja a primeira integrante da Suprema Corte a celebrar um casamento entre pessoas do mesmo sexo, tendo realizado a cerimônia de casamento de  Michael Kaiser, presidente do Kennedy Center, com John Roberts, um economista, em 31 de agosto de 2013. Mais cedo naquele verão, o tribunal reforçou os direitos de casamento entre pessoas do mesmo sexo em dois casos separados. Ginsburg acreditava que a questão sendo resolvida levou casais do mesmo sexo a pedir-lhe para oficiar, já que não havia mais o medo de comprometer decisões sobre o assunto.
Apesar de suas diferenças ideológicas, Ginsburg considerou Scalia seu colega mais próximo na corte. Os dois juízes frequentemente jantavam e assistiam à ópera juntos. Em seu tempo livre, Ginsburg apareceu em várias óperas desempenhando papeis supranumerários sem falas, como em Die Fledermaus (em 2003) e em Ariadne auf Naxos (em 1994 com Scalia, e em 2009), e falou linhas escritas por ela mesma em La fille du régiment (em 2016).

Capa do livro My Own Words, escrito por Ginsburg e publicado em outubro de 2016

Em janeiro de 2012, Ginsburg foi ao Egito para quatro dias de discussões com pessoas atuantes na área do Direito. Em uma entrevista à Alhayat TV, afirmou que o primeiro requisito de uma nova constituição deveria ser o de que "salvaguardaria os direitos humanos básicos fundamentais, como a nossa Primeira Emenda". Questionada se o Egito deveria modelar sua nova constituição em relação a outras nações, disse que o Egito deveria ser "auxiliado por todos os escritos constitucionais desde o fim da Segunda Guerra Mundial", citando a Constituição dos EUA e a Constituição da África do Sul como documentos que podem auxiliar na elaboração de uma nova constituição. Também disse que os EUA tiveram a sorte de ter uma constituição de autoria de homens "muito sábios", mas apontou que, na década de 1780, nenhuma mulher era capaz de participar diretamente do processo, e a escravidão ainda existia no país.
Durante três entrevistas realizadas separadamente em julho de 2016, Ginsburg criticou o candidato presidencial republicano Donald Trump, dizendo ao The New York Times e a Associated Press que não queria pensar na possibilidade de um governo Trump. Também brincou que poderia considerar se mudar para a Nova Zelândia caso Trump vencesse. Mais tarde, pediu desculpas por seus comentários em relação ao candidato republicano, chamando-os de "imprudentes".
O primeiro livro de Ginsburg, My Own Words, publicado pela Simon & Schuster, foi lançado em 4 de outubro de 2016 e chegou a estar na lista de best-sellers do New York Times para livros de não ficção. Enquanto promovia seu livro em outubro de 2016 durante uma entrevista com Katie Couric, respondeu a uma pergunta sobre escolha do jogador Colin Kaepernick de não levantar-se durante a execução do hino nacional, chamando o protesto de "realmente estúpido". Posteriormente, pediu desculpas por suas críticas, chamando seus comentários anteriores de "indevidamente desdenhosos e duros" e observando que não estava familiarizada com o incidente e deveria ter se recusado a responder à pergunta.
Em 2018, Ginsburg expressou seu apoio ao movimento #MeToo, que incentivava as mulheres a falarem sobre suas experiências com o assédio sexual. Ela disse a uma plateia: "Já era hora. Por muito tempo as mulheres ficaram em silêncio, pensando que não havia nada a fazer, mas agora a lei está do lado das mulheres, ou homens, que se deparam com assédio e isso é uma coisa boa". Também refletiu sobre suas próprias experiências com discriminação de gênero e assédio sexual, incluindo quando um professor de química em Cornell tentou, sem sucesso, trocar suas respostas em uma prova por sexo.

## Vida pessoal

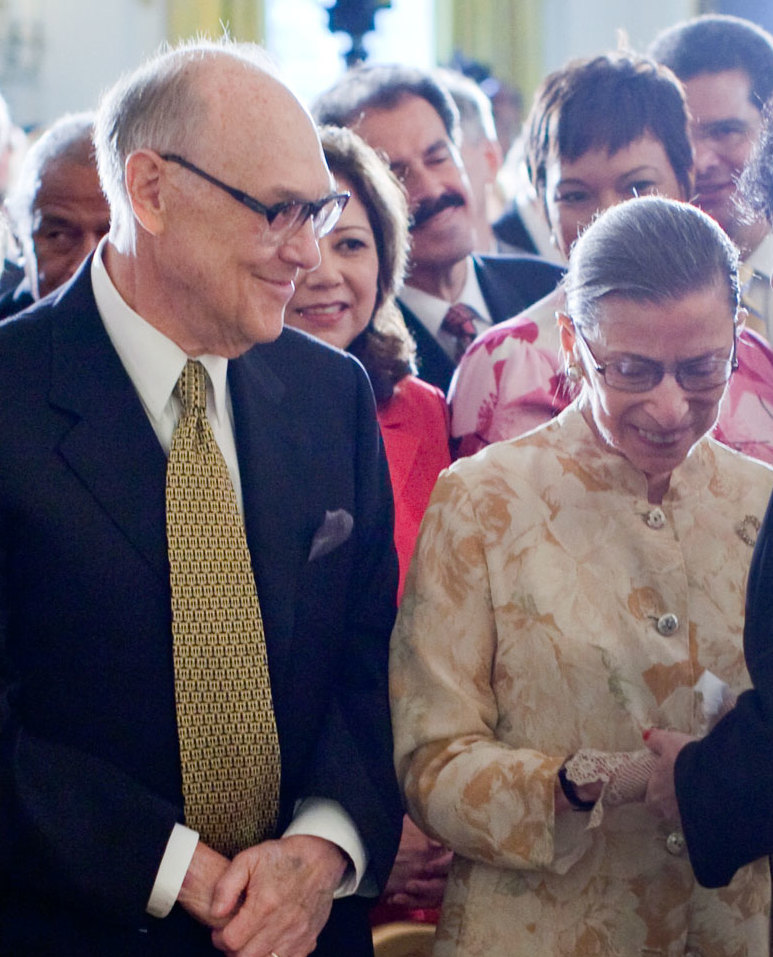
Ginsburg e o esposo, Martin, em 2009

Poucos dias depois de se formar em Cornell, Bader se casou com Martin D. Ginsburg, que mais tarde se tornou um advogado tributarista internacionalmente proeminente. Após sua ascensão ao judiciário, o casal mudou-se de Nova Iorque para Washington, D.C., onde seu marido se tornou professor na Faculdade de Direito de Georgetown. Eles tiveram dois filhos juntos: Jane (nascida em 1955), professora na Faculdade de Direito de Columbia, e James (nascido em 1965), fundador e presidente de uma gravadora de música clássica.
Após o nascimento de Jane, Martin foi diagnosticado com câncer testicular. Durante este período, Ginsburg assistiu às aulas e fez anotações para ambos, além de digitalizar os documentos e cuidar da filha e do marido doente—ao mesmo tempo que trabalhava na Harvard Law Review. Eles comemoraram seu 56º aniversário de casamento em 23 de junho de 2010. Quatro dias depois, Martin morreu de complicações do câncer metastático.
Em 1999, Ginsburg foi diagnosticada com câncer de cólon, sendo submetida a uma cirurgia que foi seguida por quimioterapia e radioterapia. Durante o processo, não se ausentou de seu trabalho. Ficou fisicamente enfraquecida pelo tratamento do câncer e começou a treinar com um personal trainer. Em 2009, foi submetida a uma cirurgia para tratar o câncer de pâncreas após um tumor em um estágio inicial ser detectado. Poucos dias depois de sair do hospital, retornou ao trabalho. Em 2014, recebeu um stent em sua artéria coronária direita após sentir desconforto ao se exercitar na academia da Suprema Corte com seu personal trainer.
Em novembro de 2018, após ser hospitalizada depois de fraturar três costelas em uma queda em seu escritório na Suprema Corte, foram identificados nódulos cancerosos em seus pulmões. Ginsburg foi submetida a uma bem-sucedida cirurgia de lobectomia pulmonar. Durante sua internação, votou, a partir de seu leito hospitalar, contra as restrições a pedidos de asilo a imigrantes implementadas pelo governo de Donald Trump; o voto de Ginsburg foi decisivo, pois a corte decidiu por 5-4 contra a política de Trump. Em fevereiro de 2019, retornou às suas atividades regulares na Suprema Corte.
Em agosto de 2019, a Suprema Corte anunciou que Ginsburg  havia completado recentemente três semanas de tratamento de radiação focado a remover um tumor encontrado em seu pâncreas durante o verão. Em janeiro de 2020, afirmou que estava livre do câncer. No entanto, em maio do mesmo ano estava mais uma vez recebendo tratamento que visava combater a volta do câncer. Naquele momento, reiterou que permaneceria na Suprema Corte enquanto pudesse realizar as funções pertinentes ao cargo que ocupava, afirmando que ainda conseguia desempenhá-las. Manteve-se ativa na corte, participando, enquanto estava internada, de sessões destinadas a colher os argumentos de advogados de casos sendo julgados.

### Morte

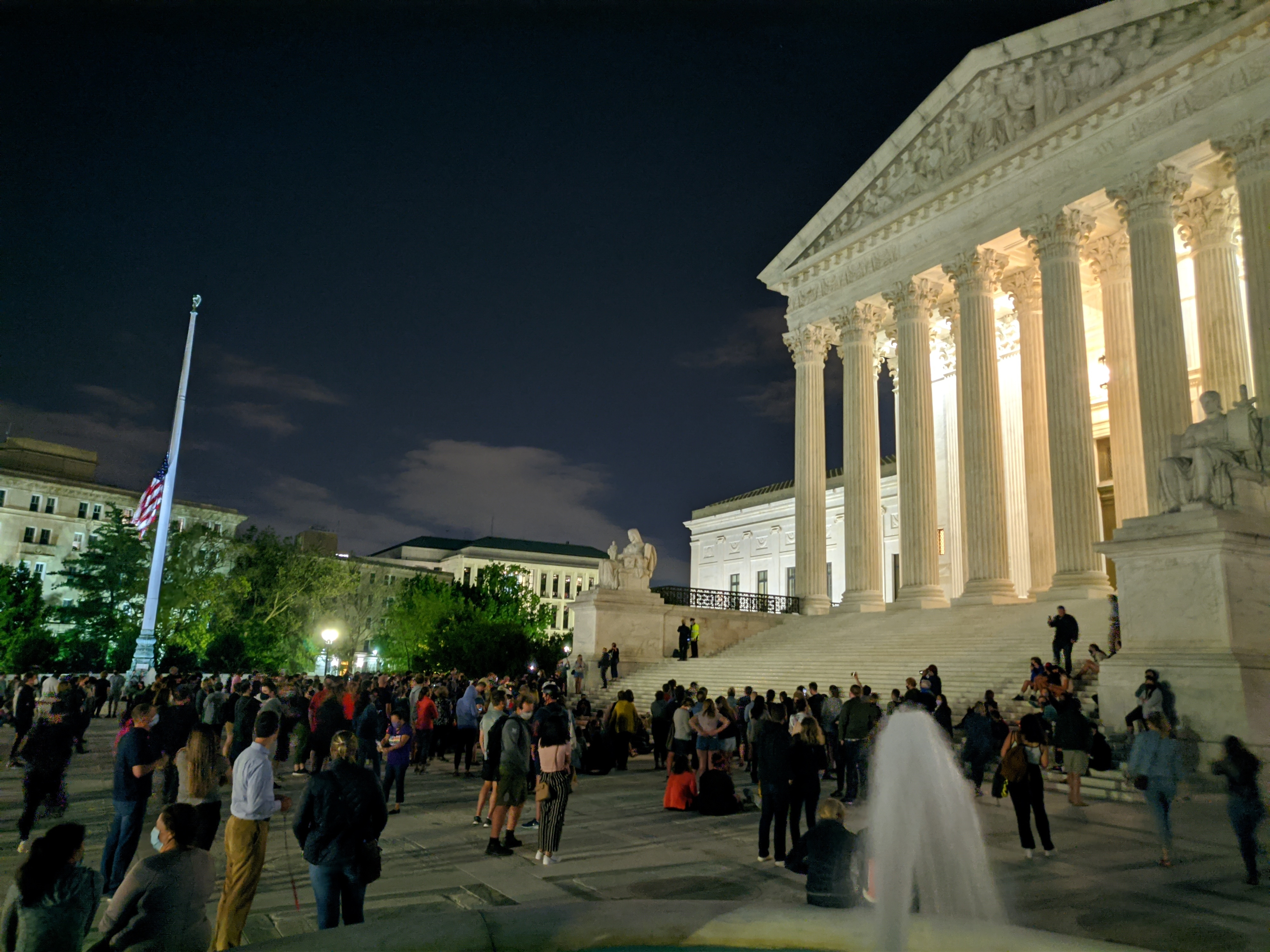
Enlutados se reúnem em frente ao prédio da Suprema Corte após o anúncio da morte de Ginsburg

Ginsburg morreu em 18 de setembro de 2020 em sua casa, em Washington, D.C., cercada por sua família, sendo vitimada por complicações de um câncer no pâncreas. Ciente de sua morte iminente e da eleição presidencial marcada para menos de dois meses, assim como esperando a posse de um novo presidente para substituir Trump em pouco mais de quatro meses, ditou uma declaração final para sua neta: "meu desejo mais fervoroso é que eu não seja substituída até a posse de um novo presidente".
Sua morte causou repercussões imediatas, com personalidades lamentando-a mas também celebrando sua vida. Os republicanos indicaram que buscariam preencher a vacância antes da saída de Trump da presidência, enquanto os democratas arrecadaram milhões de dólares para auxiliar seus candidatos ao Senado, superando recordes. A morte foi lamentada, também, por autoridades estrangeiras, incluindo Emmanuel Macron, Ursula von der Leyen, Pedro Sánchez, Justin Trudeau e Jacinda Ardern.

## Reconhecimento

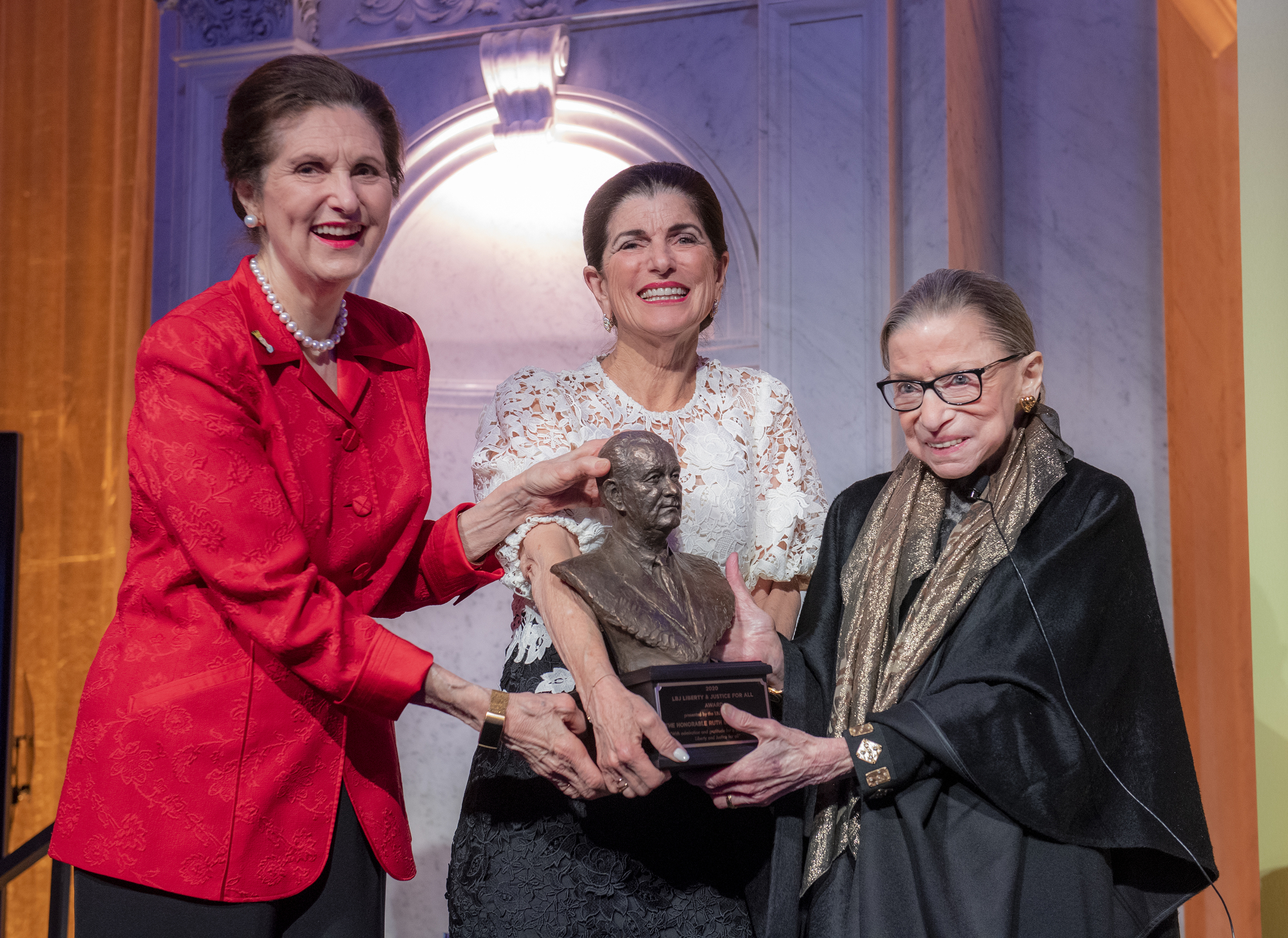
Ginsburg recebendo o LBJ Liberty & Justice for All Award, em janeiro de 2020

Em 2002, Ginsburg foi incluída no National Women’s Hall of Fame. Foi nomeada uma das 100 mulheres mais poderosas pela Forbes (2009), uma das Mulheres do Ano pela revista Glamour (2012) e uma das 100 pessoas mais influentes da Time (2015). Foi agraciada com Doutorados Honoríficos em Direito pelas universidades de Willamette (2009), Princenton (2010) e Harvard (2011). Em 2016, pesquisadores do Museu de História Natural de Cleveland deram a uma espécie de louva-a-deus o nome de Ilomantis ginsburgae para homenageá-la.
Em 2019, Ginsburg foi agraciada com o Prêmio Berggruen, de Filosofia e Cultura, recebendo um milhão de dólares, que foi dado por ela à caridade. O instituto responsável pela premiação afirmou que era "uma pioneira ao longo da vida em direitos humanos e igualdade de gênero". Em 2020, foi vencedora do prêmio LBJ Liberty & Justice for All Award.

## Cultura popular

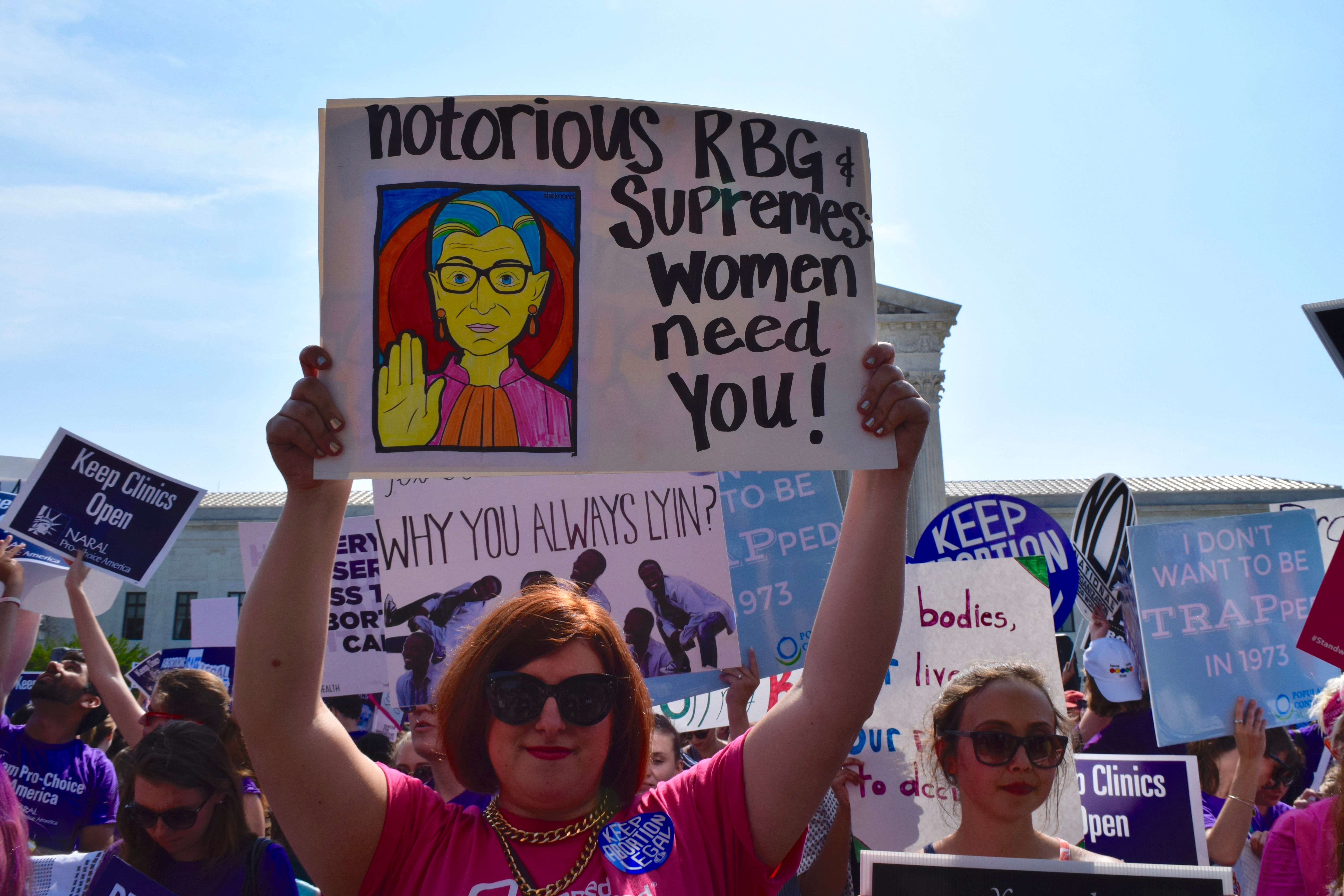
Uma manifestante segurando um cartaz com os dizeres "Notória RBG, mulheres supremas precisam de você!", em junho de 2016

Ginsburg foi chamada de uma "ícone da cultura pop". Sua atuação ganhou maior destaque depois que a aposentadoria de O'Connor em 2006 fez com que fosse a única mulher associada de Justiça. Suas discordâncias cada vez mais ardentes, particularmente no caso Condado de Shelby contra Holder (2013), levaram à criação do Tumblr "Notória R.B.G." e de um meme comparando-a ao rapper The Notorious B.I.G.. A criadora do Tumblr, Shana Knizhnik, uniu-se a repórter da MSNBC Irin Carmon para transformar o blog em um livro intitulado Notorious RBG: The Life and Times of Ruth Bader Ginsburg, que se tornou um bestseller do The New York Times.
Além disso, Ginsburg inspirou fantasias de Halloween, músicas, tatuagens, camisetas, canecas de café e um livro para colorir infantil, entre outros objetos. Em 2018, um documentário sobre sua vida, intitulado RBG, teve bilheteria de 14,3 milhões de dólares. No mesmo ano, o filme On the Basis of Sex, que retrata sua vida, arrecadou 38,6 milhões, sendo exibido em vários países. Também foi incluída em outras produções, como Deadpool 2, onde aparece como uma super-heroína, e em The Lego Movie 2: The Second Part.